# Муерень
Муерень, Муерені (рум. Muereni) — село у повіті Долж в Румунії. Входить до складу комуни Гоєшть.
Село розташоване на відстані 185 км на захід від Бухареста, 21 км на північ від Крайови.

## Населення
За даними перепису населення 2002 року у селі проживали 149 осіб.
Національний склад населення села:
| Національність | Кількість осіб | Відсоток |
| -------------- | -------------- | -------- |
| румуни         | 141            | 94,6%    |
| цигани         | 8              | 5,4%     |

Рідною мовою назвали:
| Мова      | Кількість осіб | Відсоток |
| --------- | -------------- | -------- |
| румунська | 141            | 94,6%    |
| циганська | 8              | 5,4%     |